# Mario Vujović
Mario Vujoviḱ (in macedone Марио Вујовиќ?; Skopje, 2 ottobre 1971) è un allenatore di calcio ed ex calciatore macedone, di ruolo centrocampista.

## Carriera

### Giocatore
Cresciuto nel Vardar, nel 1988 si accasa tra le file dell'Hajduk Spalato. Con i Majstori s mora debutta il 25 ottobre 1989 subentrando nel quarto di finale di andata di Coppa di Jugoslavia vinto proprio contro la sua ex squadra (0-4).

## Palmarès

### Giocatore

#### Competizioni nazionali
- Campionato macedone: 1

Vardar: 1994-1995
- Coppa di Macedonia: 1

Vardar: 1994-1995